# Poena cullei
La poena cullei (dal latino "pena del sacco") era la pena inflitta, nel diritto romano, a colui che si era reso responsabile di parricidio.

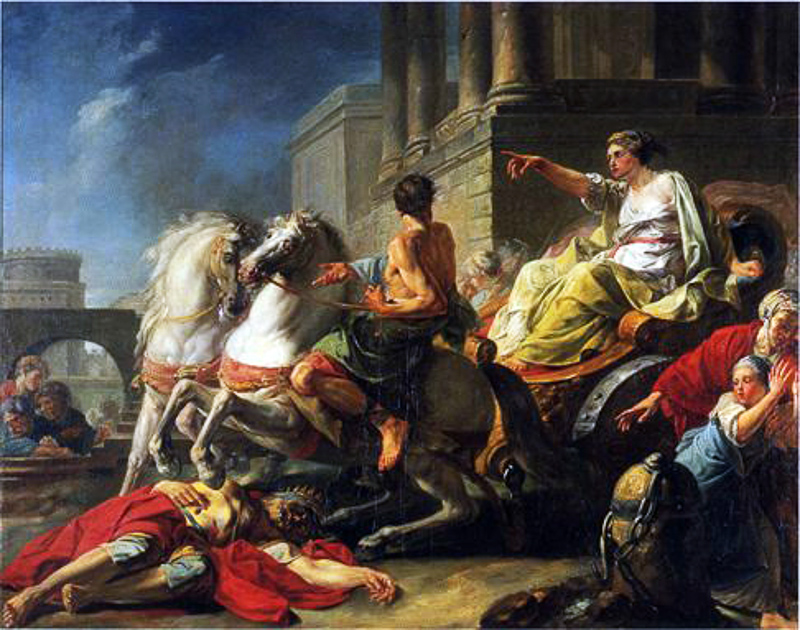
Tullia uccide il padre Servio Tullio

## Descrizione
Immediatamente dopo la condanna, il reo veniva condotto in carcere con soleae ligneae (zoccoli di legno) ai piedi e un cappuccio di pelle di lupo in testa; il parricida veniva poi frustato con virgae sanguineae (verghe colore del sangue) e quindi veniva cucito in un culleus (sacco) di cuoio impermeabile insieme ad un cane, un gallo, una vipera e una scimmia. Dopo essere stato trasportato attraverso la città su di un carro trainato da un bue nero, veniva infine gettato nel Tevere o in mare.

## Il bestiario

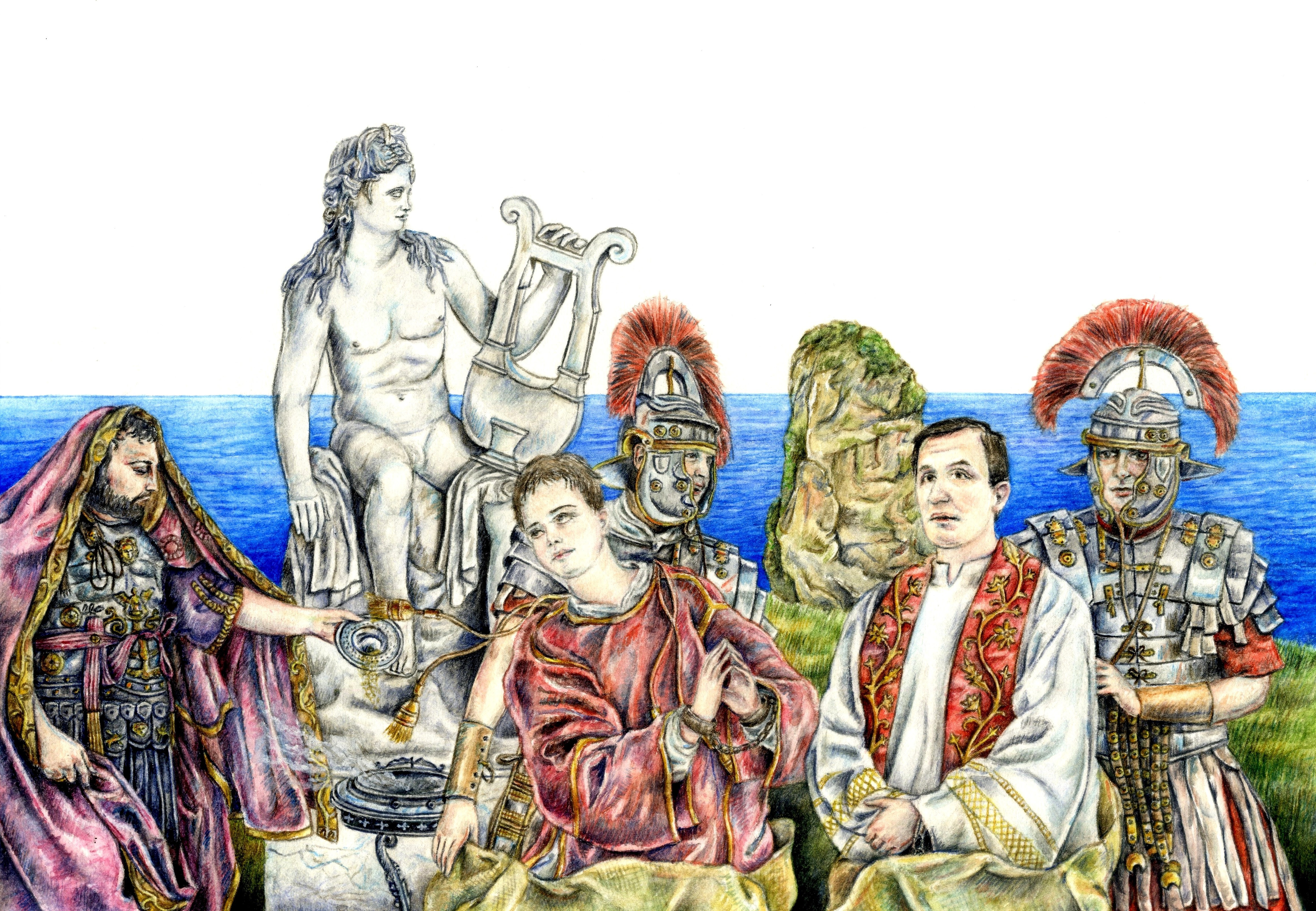
Poena cullei: il martirio dei SS. Cesario e Giuliano di Terracina

Il fattore che faceva della pena del sacco forse la più particolare fra le esecuzioni dell'antichità era certamente la presenza degli animali: che fossero quattro e proprio quelli più spesso associati al supplizio nelle fonti poco conta, in quanto ciò che si voleva era che esse straziassero e dilaniassero il reo, che non di rado giungeva già morto nel luogo in cui sarebbe stato gettato in acqua, rendendo i suoi ultimi momenti di vita particolarmente dolorosi.
La ragione più importante era quasi certamente di natura simbolica: le caratteristiche attribuite alla vipera, alla scimmia, al cane e al gallo, infatti, richiamavano direttamente per i Romani il carattere e il gesto del parricida.

### Il gallo

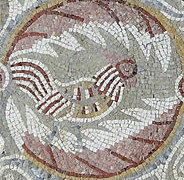
Gallo da un mosaico di Madaba

Il gallo cucito nel sacco era il cappone, il "gallo gallinaccio", che nell'antichità era considerato particolarmente feroce, "un animale talmente battagliero da terrorizzare persino i leoni" riporta Plinio il Vecchio. Dal punto di vista funzionale ciò giustifica la sua inclusione nel bestiario del parricida, mentre dal punto di vista simbolico la spiegazione più attendibile sarebbe la presenza non contemporanea nel sacco della vipera e del gallo che, secondo Columella, uccideva le serpi. Questa doppia presenza simboleggiava una catena di uccisioni senza fine e la riproduzione nel culleus di quella rottura della regola fondamentale del vivere civile che il parricida aveva infranto.

### Il cane

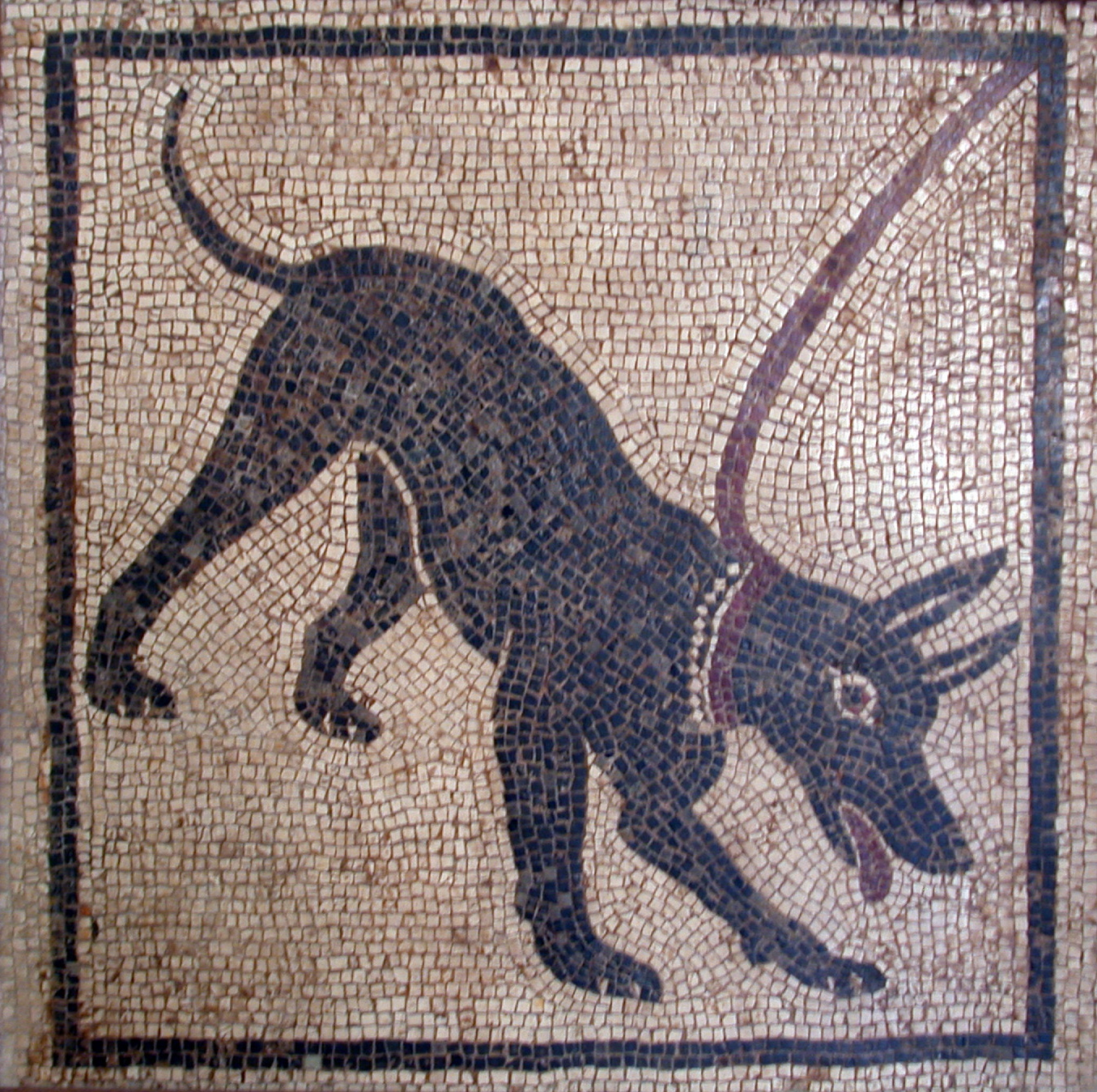
Cane da un mosaico di Pompei

A differenza del pensiero odierno, per il quale il cane è il miglior amico dell'uomo grazie alle sue molteplici qualità, nell'antichità greca e romana quest'animale godeva invece di una pessima fama: secondo Giovanni Crisostomo, infatti, il cane è "l'animale più vile"; Virgilio definisce le cagne "oscene"; Orazio lo considera un animale "immondo"; Agostino "disprezzabile e ignobile, l'ultimo degli uomini e delle bestie": non stupisce quindi che un animale a cui gli antichi attribuivano tali vizi venisse associato al parricida. Anche nella cultura greca al cane era paragonata una persona sfrontata e nell'Antico Testamento il cane è un animale impuro.

### La scimmia

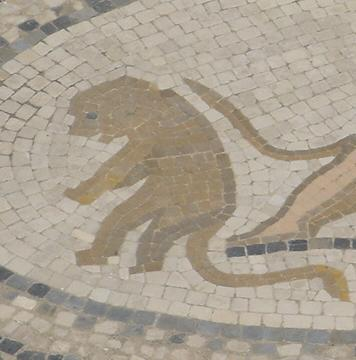
Scimmia da un mosaico di Volubilis

La scimmia era legata al parricida per un duplice motivo: secondo Plinio, infatti (ma l'idea è presente anche in una favola di Esopo), le scimmie amavano a tal punto i loro piccoli da soffocarli nel loro abbraccio; per la loro somiglianza con l'uomo, inoltre, erano considerate la sua orripilante caricatura. Nonostante l'animale fosse noto a Roma sin da un'epoca antica non era certo facilmente reperibile come gli altri tre: ciò sta a indicare che l'inserzione delle bestie non era affatto tassativa, né nel numero né nel tipo, ma che avveniva di volta in volta a seconda dei casi, delle possibilità e dei luoghi.

### La vipera

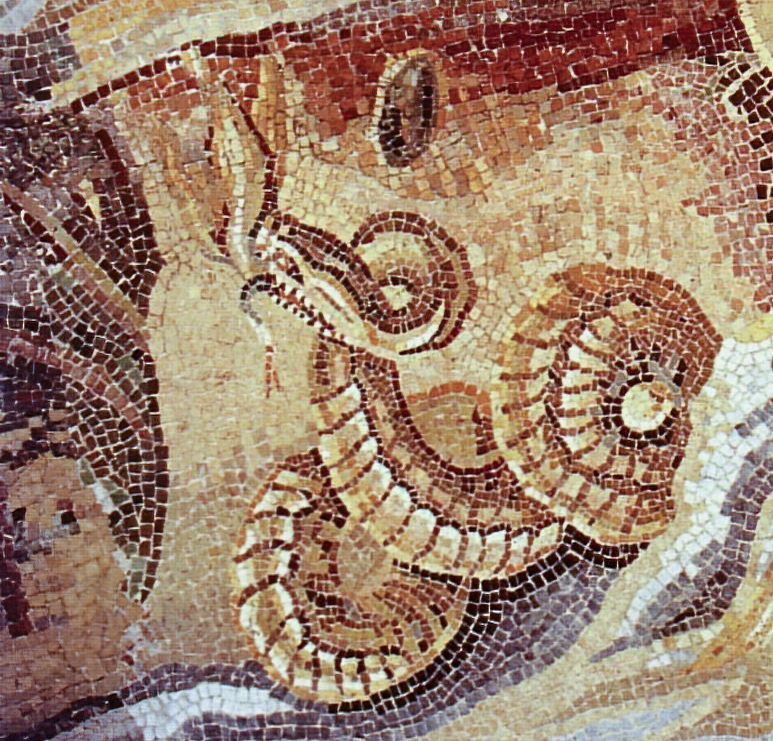
Vipera da un mosaico di Preneste

Secondo Plinio la vipera femmina partoriva una piccola vipera al giorno per un totale di circa venti: le altre 
quindi, spazientite dall'attesa, uscivano dal fianco della madre uccidendola. Questa credenza popolare era molto radicata nel mondo antico, non solo a Roma ma anche in Grecia, e il riferimento simbolico con il parricida è evidentissimo.

## Evoluzione dell'istituto nel tempo
Erennio Modestino afferma, al pari di Cicerone, che la poena cullei fu istituita more maiorum, cioè appartiene al nucleo più antico delle regole giuridiche romane: secondo la tradizione, infatti, fu il re etrusco Tarquinio a usarla per primo per punire il decemviro M. Atinio, colpevole di aver divulgato i sacri riti civili. L'estensione della pena ai parricidi sarebbe avvenuta solo successivamente, non si sa se per consuetudine o per intervento legislativo.
La poena cullei, tipica dell'età arcaica e successivamente abolita dalla Lex Pompeia de parricidio, venne ripristinata dall'Imperatore Augusto. Questo delitto è sempre stato molto frequente nell'antica Roma: Tacito e Svetonio raccontano che all'epoca dell'imperatore Claudio la pena del sacco era applicata addirittura più spesso della crocifissione.
All'epoca dell'Imperatore Costantino, fra le novelle che portano una chiara impronta delle concezioni cristiane del legislatore, si evidenzia quella che abrogò de facto, anche se non de iure, l'antico diritto del padre di disporre della vita dei figli (lo "ius vitae ac necis"), stabilendo una punizione in forma di poena cullei sia per l'uccisione del padre da parte del figlio che viceversa.

### Mazzeratura
Analoga alla poena cullei è la mazzeratura, di cui si hanno testimonianze medievali come punizione verso i traditori: essa in particolare consisteva nell'annegamento in un sacco zavorrato, senza necessariamente la ritualità del bestiario.
Una menzione di essa ricorre nella Divina Commedia di Dante Alighieri, nel Canto XXVIII dell'Inferno; altre se ne conoscono dal Decameron di Boccaccio (V, 2) e IV, 3).

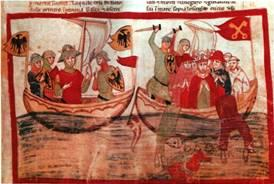
La battaglia del Giglio, da una miniatura della Nova Cronica

Fu anche adottata, con l'aggiunta dell'uso romano dei serpenti, da Federico II di Svevia per punire alcuni dei traditori che avevano cospirato contro di lui nella congiura di Capaccio del 1246. Stando alla Nova Cronica del cronista fiorentino Giovanni Villani, Federico II vi avrebbe fatto ricorso già cinque anni prima per punire alcuni alti prelati fatti prigionieri nella battaglia dell'isola del Giglio del 1241.
La stessa pena toccò ad Alaimo di Lentini, eroe dei Vespri siciliani e marito di Macalda di Scaletta, caduto in disgrazia presso gli Aragonesi: insieme a suo nipote Adinolfo da Mineo, infatti, fu gettato in mare presso Marettimo dopo aver rivisto la Sicilia all'orizzonte, condannati sommariamente per tradimento da Giacomo II di Aragona.